# Benjamin Bonneville
Benjamin Louis Eulalie de Bonneville foi um oficial francês do Exército dos Estados Unidos, caçador de peles, e explorador da Região Oeste dos Estados Unidos. É conhecido por suas expedições no Oregon Country e na Grande Bacia, e, em especial no Oregon Trail.
Durante sua vida, Bonneville ficou conhecido devido suas explorações no Oeste, descritos por Washington Irving no livro The Adventures of Captain Bonneville.

## Biografia
Bonneville nasceu em 14 de abril de 1796 nas proximidades de Paris. Seu pai participou da Revolução Francesa. Thomas Paine era um amigo íntimo da família dos Boonevilles. Fugiu da França napoleônica com sua mãe e os irmãos, indo viver em Nova Iorque em 1803. Em 1813, Benjamin Bonneville entrou para a Academia Militar dos Estados Unidos, graduando-se dois anos depois.
Após a morte de sua esposa e sua filha, ele não se casou novamente até se aposentar do Fort Smith em 1866. Daí então, foi que teve sua segunda esposa, Susan Neis, de 50 anos mais jovem.
Em 1821, foi enviado para a cidade de Fort Smith no Território de Arkansas. Após ter servido como escolta do Marquês de La Fayette em 1825 e seu assessor na França em 1826, Bonneville voltou para a área de comando no Fort Gibson. Durante vários anos, tentou uma carreira como um comerciante de peles no Oeste, com pouco sucesso. É considerado a primeira pessoa a ter um vagão de trem através no South Pass.
Em suas expedições, atravessou os estados do oeste, Oregon, Idaho, Montana e Wyoming. Enviou emissários para a Califórnia e Utah entre 1832 e 1834. Em 1832, fez uma expedição com 110 homens para o Território de Wyoming, sendo financiado parcialmente por John Jacob Astor. A expedição não conseguiu com sucesso capturar peles de animais, mas explorou novos territórios. Bonneville construiu um entreposto comercial no Rio Verde; e viajou até a Califórnia, e mais duas viagens para o Rio Columbia no Território de Oregon. Vários locais descobertos por ele foram nomeados com seu nome. Conseguiu ter boas relações com os índios que habitavam esses lugares.
Várias das viagens de Benjamin Bonneville foram publicados por Washington Irving. Benjamin Bonneville retornou ao serviço ativo no Exército em 1835. Lutou na Guerra do México e tornou-se um tenente-coronel. Em 1850, recebeu um comando de um posto no Território de Oregon e esteve ativo na Guerra Civil Americana.